# Jeniniec
Jeniniec (Duits: Ober Gennin) is een plaats in het Poolse district  Gorzowski, woiwodschap Lubusz. De plaats maakt deel uit van de gemeente Bogdaniec en telt 310 inwoners.